# Resolució 1110 del Consell de Seguretat de les Nacions Unides
La Resolució 1110 del Consell de Seguretat de les Nacions Unides fou adoptada per unanimitat el 28 de maig de 1997. Després de recordar les resolucions 1082 (1996) i 1105 (1997), el Consell va renovar el mandat de la Força de Desplegament Preventiu de les Nacions Unides (UNPREDEP) a la República de Macedònia fins al 30 de novembre de 1997.
La missió manteniment de la pau de la UNPREDEP va tenir un paper important en la promoció de la pau i l'estabilitat a Macedònia. També va recordar la Resolució 1101 (1997) sobre la rebel·lió a la veïna Albània. Mentrestant, les relacions de Macedònia amb Sèrbia i Montenegro havien avançat significativament, i havien signat un acord sobre la demarcació de la seva frontera comuna. Macedònia havia demanat que s'ampliés el mandat de la UNPREDEP, i es va observar que l'estabilitat a la regió es mantenia fràgil, tenint en compte els esdeveniments a Albània.
El Consell de Seguretat va ampliar el mandat de la UNPREDEP fins al 30 de novembre de 1997 i va autoritzar una reducció del component militar, a partir de l'1 d'octubre de 1997, de 300 persones. Es va demanar al secretari general Kofi Annan que mantingués informat al Consell sobre els esdeveniments, informant sobre la composició, el desplegament, la força i el mandat de la UNPREDEP, observant les  eleccions parlamentàries i la situació a Albània, abans del 15 d'agost de 1997. En aquest sentit es va donar la benvinguda a la redistribució de la UNPREDEP.